# Rustmästeri (studentförening)
Det här är en artikel om studenföreningstypen Rustmästeri. För det militära begreppet Rustmästeri, se Rustmästare.
Ett rustmästeri är på Chalmers Tekniska Högskola en studentförening som underhåller en viss studentlokal. De rustmästerier som ansvarar för en teknologsektions sektionslokal är i regel en kommitté under denna sektion, och har som ansvar att underhålla dessa lokaler, utföra mindre reparationer på inventarier, med mera. Det finns även rustmästerier som ligger under Chalmers studentkår, vilka också underhåller lokaler, till exempel studentkårens fritidsanläggning i Härryda.  